# Фрайенбессинген
Фрайенбессинген (нем. Freienbessingen) — община в Германии, в земле Тюрингия. 
Входит в состав района Кифхойзер.  Население составляет 310 человек (на 31 декабря 2010 года). Занимает площадь 8,75 км².